# دبلیودبلیوئی فیتال ۴-وی
فیتال فور وی (به انگلیسی: fatal four way) یک رویداد غیر رایگان (Pay-Per-View) در کشتی حرفه‌ای می‌باشد که توسط کمپانی دبلیودبلیوئی تهیه می‌شود؛ و تنها برای اولین و آخرین بار در دابلیو دابلیو ای در سال 2010 برگزار گردید.

## مسابقات
همان طور که از اسم پی پر ویو پیداست این پی پر ویو دارای مسابقات فیتال-فور-وی زیادی بوده که مهم‌ترین ان مسابقه چهار نفره سر کمربند دابلیو دابلیو ای بود که در طی ان شیمس توانست با شکست جان سینا و رندی اورتون و اج به قهرمانی برسد.
اما در مسابقه دوم سر کمربند جهانی ری میستیرو با غلبه بر جک سواگر و سی ام پانک و بیگ شو قهرمانی را به دست اورد.
اما در مسابقه چهار نفره بعدی سر کمربند دیواس الیشیا فاکس با غلبه بر ایو تورس و مریس و گیل کیم توانست قهرمانی دیواس را به دست اورد.